# Placosoma cordylinum
Placosoma cordylinum — вид ящірок родини гімнофтальмових (Gymnophthalmidae). Ендемік Бразилії.

## Підвиди
Виділяють два підвиди:
- Placosoma cordylinum cordylinum Fitzinger in Tschudi, 1847;
- Placosoma cordylinum champsonotus (Werner, 1910).

## Поширення і екологія
Placosoma cordylinum мешкають в штатах Санта-Катаріна, Сан-Паулу і Ріо-де-Жанейро на південному сході Бразилії. Вони живуть у вологих вічнозелених атлантичних лісах.